# Give a Little Bit
Give a Little Bit is een nummer van de Britse groep Supertramp. Het is afkomstig van hun album Even in the Quietest Moments... uit 1977. Supertramp was toen al langer bekend in Nederland, maar de verkoop van de singles wilde niet echt vlotten. Dreamer werd eerder uitgegeven, maar werd later pas een hit, Lady verkocht eigenlijk nergens goed en School, een van hun bekendste nummers, was ook toen nog geen single. Op 27 mei van dat jaar werd het nummer op single uitgebracht.

## Achtergrond
Toen in 1977 Even in the quietest moments verscheen, verwachtte niemand dat het album zeer goed zou verkopen, noch dat de singles van dat album Give a Little Bit, Babaji en From now on ook succes zouden hebben. Give a Little Bit bleek echter een schot in de roos. Het werd de eerste succesvolle single in Nederland. De plaat werd veel gedraaid op Hilversum 3 met als gevolg de 2e positie in zowel de Nederlandse Top 40, Nationale Hitparade als de Europese hitlijst, de  TROS Europarade.
Ook elders verkocht de single goed en bereikte in België de 12e positie in de voorloper van de Vlaamse Ultratop 50, de 11e positie in de Vlaamse Radio 2 Top 30 en de 26e positie in Wallonië. 
In thuisland het Verenigd Koninkrijk bereikte de plaat een bescheiden 29e positie in de UK Singles Chart.
Het nummer is gecomponeerd door Roger Hodgson, doch het album vermeldt Rick Davies en Roger Hodgson. Davies en Hodgson deelden naar buiten toe alle composities gedurende een lange tijd, maar schreven apart. Het nummer wordt getypeerd door de clavinet, uitgebreide akoestische gitaar en de wat scherpe klank van Hodgsons stem. Die schrijversperikelen zorgden ervoor dat Davies het een tijd lang niet zong, toen Hodgson Supertramp had verlaten; Hodgson daarentegen zong het vaak tijdens zijn solo-optredens. Pas tijdens reünieconcerten, waarbij Hodgson steevast ontbrak, werd Give a Little Bit weer uitgevoerd. Davies kon het kennelijk nog niet echt zingen; hij liet het dan soms over aan Jesse Siebenberg (zoon van de drummer van Supertramp). Hodgson zong het zelf tijdens het Concert for Diana.
B-kant van de originele versie is Downstream (4:00) van hetzelfde album. In 1990 en 1992 werd Give a Little Bit opnieuw uitgegeven met respectievelijk live-uitvoeringen van The Logical Song/Bloody Well Right en Give a Little Bit /Breakfast in America.
In 2005 werd het nummer gebruikt om geld in te zamelen voor de slachtoffers van de tsunami na de Zeebeving Indische Oceaan 2004. Het nummer gaat echter niet over geld, maar over liefde.
Sinds de allereerste editie in december 1999 staat de plaat onafgebroken genoteerd in de jaarlijkse NPO Radio 2 Top 2000 van de Nederlandse publieke radiozender NPO Radio 2, met als hoogste notering een 217e positie in 2000.

## Hitnoteringen

### Nederlandse Top 40
| Hitnotering: 20-08-1977 t/m 26-11-1977 | Hitnotering: 20-08-1977 t/m 26-11-1977 | Hitnotering: 20-08-1977 t/m 26-11-1977 | Hitnotering: 20-08-1977 t/m 26-11-1977 | Hitnotering: 20-08-1977 t/m 26-11-1977 | Hitnotering: 20-08-1977 t/m 26-11-1977 | Hitnotering: 20-08-1977 t/m 26-11-1977 | Hitnotering: 20-08-1977 t/m 26-11-1977 | Hitnotering: 20-08-1977 t/m 26-11-1977 | Hitnotering: 20-08-1977 t/m 26-11-1977 | Hitnotering: 20-08-1977 t/m 26-11-1977 | Hitnotering: 20-08-1977 t/m 26-11-1977 | Hitnotering: 20-08-1977 t/m 26-11-1977 | Hitnotering: 20-08-1977 t/m 26-11-1977 | Hitnotering: 20-08-1977 t/m 26-11-1977 | Hitnotering: 20-08-1977 t/m 26-11-1977 | Hitnotering: 20-08-1977 t/m 26-11-1977 |
| Week:                                  | 1                                      | 2                                      | 3                                      | 4                                      | 5                                      | 6                                      | 7                                      | 8                                      | 9                                      | 10                                     | 11                                     | 12                                     | 13                                     | 14                                     | 15                                     |                                        |
| -------------------------------------- | -------------------------------------- | -------------------------------------- | -------------------------------------- | -------------------------------------- | -------------------------------------- | -------------------------------------- | -------------------------------------- | -------------------------------------- | -------------------------------------- | -------------------------------------- | -------------------------------------- | -------------------------------------- | -------------------------------------- | -------------------------------------- | -------------------------------------- | -------------------------------------- |
| Positie:                               | 31                                     | 18                                     | 10                                     | 9                                      | 7                                      | 6                                      | 5                                      | 4                                      | 3                                      | 2                                      | 2                                      | 5                                      | 11                                     | 21                                     | 33                                     | uit                                    |

### Nationale Hitparade
| Hitnotering: 20-08-1977 t/m 19-11-1977 | Hitnotering: 20-08-1977 t/m 19-11-1977 | Hitnotering: 20-08-1977 t/m 19-11-1977 | Hitnotering: 20-08-1977 t/m 19-11-1977 | Hitnotering: 20-08-1977 t/m 19-11-1977 | Hitnotering: 20-08-1977 t/m 19-11-1977 | Hitnotering: 20-08-1977 t/m 19-11-1977 | Hitnotering: 20-08-1977 t/m 19-11-1977 | Hitnotering: 20-08-1977 t/m 19-11-1977 | Hitnotering: 20-08-1977 t/m 19-11-1977 | Hitnotering: 20-08-1977 t/m 19-11-1977 | Hitnotering: 20-08-1977 t/m 19-11-1977 | Hitnotering: 20-08-1977 t/m 19-11-1977 | Hitnotering: 20-08-1977 t/m 19-11-1977 | Hitnotering: 20-08-1977 t/m 19-11-1977 | Hitnotering: 20-08-1977 t/m 19-11-1977 |
| Week:                                  | 1                                      | 2                                      | 3                                      | 4                                      | 5                                      | 6                                      | 7                                      | 8                                      | 9                                      | 10                                     | 11                                     | 12                                     | 13                                     | 14                                     |                                        |
| -------------------------------------- | -------------------------------------- | -------------------------------------- | -------------------------------------- | -------------------------------------- | -------------------------------------- | -------------------------------------- | -------------------------------------- | -------------------------------------- | -------------------------------------- | -------------------------------------- | -------------------------------------- | -------------------------------------- | -------------------------------------- | -------------------------------------- | -------------------------------------- |
| Positie:                               | 27                                     | 14                                     | 10                                     | 9                                      | 6                                      | 7                                      | 7                                      | 5                                      | 3                                      | 2                                      | 4                                      | 5                                      | 10                                     | 26                                     | uit                                    |

### NPO Radio 2 Top 2000
| Nummer met noteringen in de NPO Radio 2 Top 2000 | '99 | '00 | '01 | '02 | '03 | '04 | '05 | '06 | '07 | '08 | '09 | '10 | '11 | '12 | '13 | '14  | '15  | '16  | '17  | '18 | '19 | '20 | '21 | '22 | '23 | '24 |
| ------------------------------------------------ | --- | --- | --- | --- | --- | --- | --- | --- | --- | --- | --- | --- | --- | --- | --- | ---- | ---- | ---- | ---- | --- | --- | --- | --- | --- | --- | --- |
| Give a Little Bit                                | 250 | 217 | 229 | 354 | 409 | 529 | 453 | 572 | 577 | 489 | 860 | 805 | 875 | 719 | 746 | 1008 | 1066 | 1088 | 1052 | 863 | 812 | 703 | 813 | 884 | 944 | 794 |

1. ↑  Een vetgedrukt getal geeft de hoogste notering aan.

## The Goo Goo Dolls
In 2006 volgde een versie van The Goo Goo Dolls, nadat al eerder Johnny Rzeznik het had gezongen in een reclame voor Gap, een kledingmerk. In die reclame waren meer artiesten te bewonderen; zo speelden onder meer Robbie Robertson, Sheryl Crow, Liz Phair, Dwight Yoakam, India.Arie, Lisa Lopes, Seal, Alanis Morissette, Macy Gray en Shaggy het. De versie van The Goo Goo Dolls haalde in eem paar landen nog de hitparade, maar in Nederland werden zowel de Nederlandse Top 40 op Radio 538 als de publieke hitlijst; de Mega Top 50 op 3FM, niet bereikt.
Ook in België werden zowel de beide Vlaamse hitlijsten en de Waalse hitlijst niet bereikt. 